# Karlovačko
Karlovačko (Карловачко, букв. Карловацкое) — светлый лагер, пильзнер, который производится в Хорватии пивоварней города Карловаца. Основной сорт пивоварни и один из самых популярных сортов хорватского пива в целом. Сейчас торговая марка и предприятие-изготовитель принадлежат активам международной пивоваренной корпорации Heineken International.

## История
Пиво Karlovačko ведет свою историю с 1854 года, когда барон Никола Враничаны построил пивоварню в Дубоваце, пригороде Карловаца. В том же году предприятие получило своего первого арендатора и начало производство пива. В течение последующих десятилетий пивоварня несколько раз меняла арендаторов, после смерти последнего из которых в 1880-х пивоваренное производство прекратилось, и владельцы здания, род Враничаны, расположили в ней гончарное производство.
Производство пива в Карловаце было восстановлено в 1896 пивоваром Ашенбреннером из Сараево, который приобрел здание пивоварни. Уже в начале 1900-х предприятие было преобразовано в акционерное общество, владельцами которого стала целая группа местных жителей. В 1929 контрольный пакет акций предприятия был приобретен Загребской пивоварней, и оно получило статус регионального филиала последней.
После второй мировой войны и образования СФРЮ пивоварня была национализирована. В течение 1958—1960 годов на предприятии была проведена масштабная реконструкция и расширение производства, объемы которого были доведены до 500 тысяч декалитров пива в год. После распада социалистической Югославии в 1992 году предприятие было приватизировано работниками, а еще через два года, в 1994 году, его новым владельцем стала чилийская компания Lukšić Group, принадлежащая эмигранту из Хорватии Андронику Лукшичу.
1 апреля 2003 контрольный пакет акций пивоварни приобрела международная пивоваренная корпорация Heineken International. Новые владельцы наладили на предприятии лицензионное производство пива ряда западноевропейских торговых марок, а также активизировали экспорт пива главной торговой марки пивоварни. Сейчас Karlovačko является наиболее экспортируемым хорватским пивом, которое продается на рынках ряда европейских стран, а также в США и Австралии.

## Рейтинги
- RateBeer.com………….. [2]
- BeerAdvocate.com…… C+ (достойное)[3]

## Разновидности
Кроме основного сорта Karlovačko Svijetlo Pivo, пильзнера с содержанием алкоголя 5,0—5,4 % и плотностью 12 %, под торговой маркой Karlovačko производятся:
- Karlovačko Radler — радлер, светлое пиво с добавлением сока лимона, которое имеет пониженное содержание алкоголя на уровне 2,0 %.
- Karlovačko Rally — безалкогольное светлое пиво (содержание алкоголя до 0,5 %).